# Sardara
Sardara – miejscowość i gmina we Włoszech, w regionie Sardynia, w prowincji Sud Sardegna.
Według danych na rok 2004 gminę zamieszkiwało 4350 osób, gęstość zaludnienia wynosi 77,7 os./km². Graniczy z Collinas, Mogoro, Pabillonis, San Gavino Monreale, Sanluri i Villanovaforru.